# Tercer periodo intermedio de Egipto

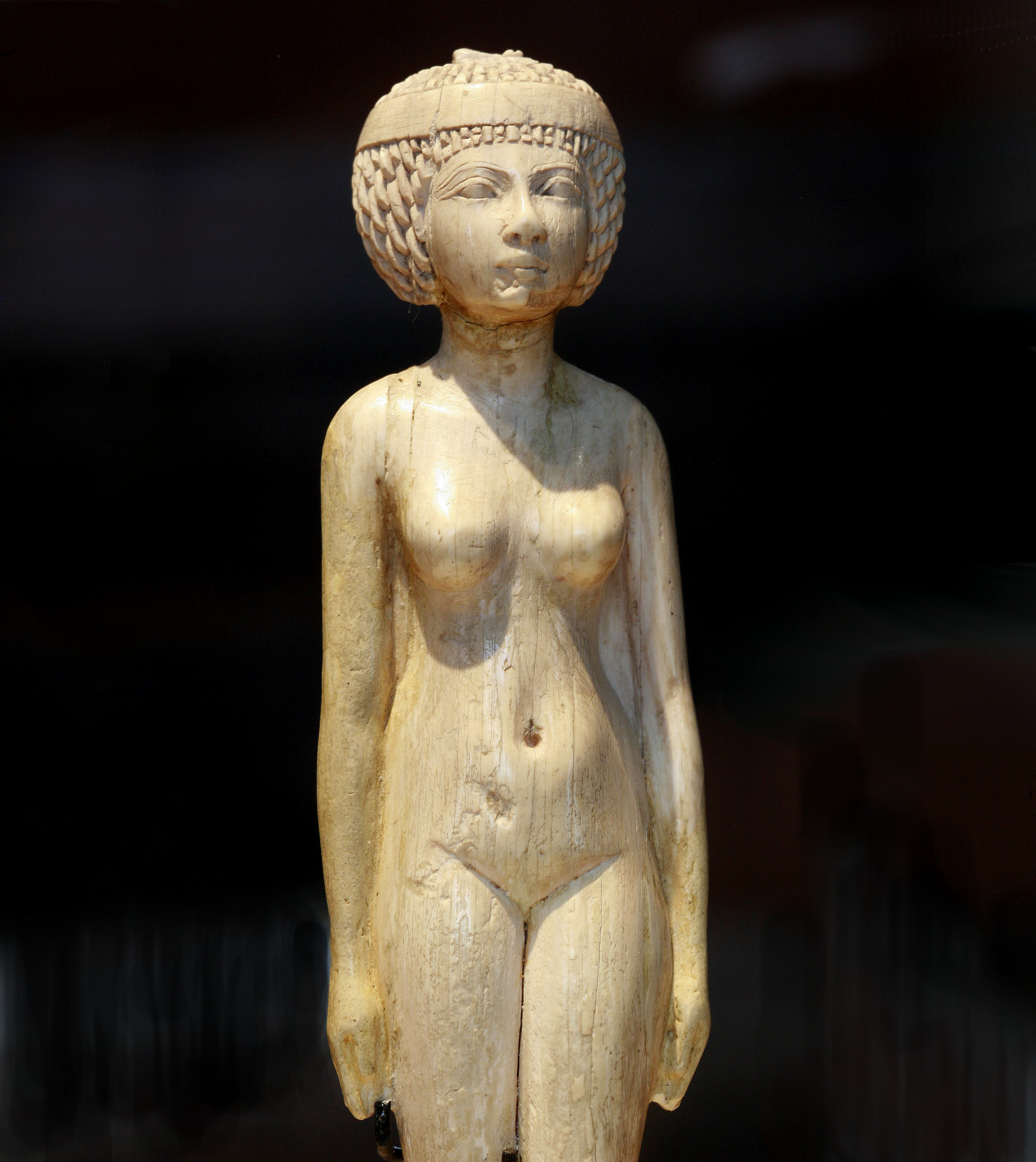
Estatuilla del Tercer periodo intermedio de Egipto. Louvre.

El Tercer periodo intermedio de Egipto transcurre de c. 1070 a 650 a. C. Hacia el siglo XI a. C., Egipto se vio dividido en dos unidades políticas, una dirigida desde Tanis, en el Bajo Egipto, y otra desde Tebas, en el Alto Egipto. Ambas eran gobernadas por dinastías de origen libio. Si bien eran independientes entre sí, y en muchos casos rivales, los gobernantes tebanos solo ostentaban el título de Sumo sacerdote de Amón. 
Tanis, la capital de la dinastía del norte, estaba próxima a la ciudad de Avaris, la capital de los hicsos y la Pi-Ramsés de los Ramésidas (excavada por arqueólogos austriacos dirigidos por Manfred Bietak).
Se considera, generalmente, que este período incluye desde las dinastías libias hasta la caída de la dinastía XXV, originaria de Kush (Nubia), en el siglo VII a. C.

## Transformaciones económicas y políticas
Todo el Cercano Oriente pasaba por un período de decadencia. Algunas ciudades se fueron abandonando para dedicarse su población al pastoreo, otros grupos se dedicaban al saqueo de ciudades extranjeras. Estos movimientos se pueden explicar por los cambios climáticos, que afectaron al rendimiento agrícola, base del sistema de la mayoría de las civilizaciones de la región, incluida la egipcia. Dada la poca documentación que nos ha llegado, este período se conoce como Edad Oscura, a su vez marca el final de la Edad de Bronce y el inicio de la Edad de Hierro, en alusión a la generalización de dichos metales.

## Relaciones internacionales
En los primeros años del período, el poder egipcio en el extranjero se limitó a la Baja Nubia, controlada por Tebas. El control de Siria, Fenicia y Canaán se perdió completamente. Allí las ciudades fenicias, en primer lugar Tiro, desplegaban su influencia comercial por todo el Mediterráneo; y, más al sur, el reino de Israel, durante los reinados de David y Salomón (siglos XI y X a. C.), comerciaba activamente con el sur de Arabia y por el Mediterráneo, en detrimento de la expansión comercial del Bajo Egipto. Esta situación cambió tras la muerte de Salomón, cuando las ciudades del norte de Israel se rebelaron contra la capital, Jerusalén, probablemente instigadas por Egipto, conformándose dos reinos: el reino de Judá, al sur y con capital en Jerusalén, y el de Israel, al norte.
Según consta en los libros bíblicos de los Reyes (1Reyes 14:25) y de las Crónicas (2Cronicas 12), y en sus propias inscripciones, Sheshonq I (Sisac en la Biblia), el primer soberano de la dinastía XXII, libia de Tanis, saqueó varias ciudades de ambos reinos (Israel y Judá) y recibió tributo de Jerusalén. Las campañas de Sheshonq lograron la caída de la hegemonía comercial que había tenido Israel en la época de David y Salomón. A su vez sirvieron de fuente de ingresos para la realización de obras públicas en los años siguientes, interrumpidas por la flaqueza del tesoro de la monarquía de Tanis. Sheshonq logró cerrar un tratado comercial con la ciudad fenicia de Biblos (antigua socia comercial de Egipto durante el Imperio Medio), que devolvió la prosperidad a las ciudades egipcias del delta, reactivando el intercambio, más aún mermada la competencia de Israel.

## Nuevas divisiones dinásticas y territoriales

Divisiones dinásticas y territoriales durante el tercer periodo intermedio de Egipto.

A su vez, el equilibrio entre el norte y el sur se rompió durante el reinado de Sheshonq I, que impuso a su hijo en el cargo de sumo sacerdote de Amón, en Tebas, sentando un precedente que repetirían sus sucesores. Para esta época Tebas había perdido su hegemonía sobre Nubia. Al principio, el control tanita del sumo sacerdocio de Tebas logró una relativa unificación, pero durante el siglo IX a. C., los altoegipcios se rebelaron contra la imposición del Sumo Sacerdote tebano por parte del faraón de Tanis. La monarquía tanita, antes que repeler la rebelión, tuvo que hacer frente a problemas internos del Bajo Egipto: en la ciudad de Leontópolis, centro de una isla situada en el delta del Nilo inmediatamente al oeste de Tanis, se formó en el año 818 a. C. un poder rival, la dinastía XXIII, también de origen libio, que disputaba con la dinastía XXII (Tanis) la soberanía sobre regiones de tal reputación y envergadura como la de la ciudad de Menfis, capital durante el Imperio Antiguo.
La presencia de dos monarquías en disputa tan cercanas entre sí posibilitó la formación en los años siguientes de otros centros de poder. La ciudad de Heracleópolis (poderosa durante en primer Periodo Intermedio) era fuerte en la región del nacimiento del delta y del lago El-Fayum. Hermópolis Magna controlaba el Egipto Medio y tenía poder sobre algunos oasis libios. La dinastía XXII de Tanis logró imponerse a la XXIII de Lentópolis, pero hacia el 725 a. C. se creó en Sais, en la isla más occidental del delta, la dinastía XXIV.

## Expansión de Kush (Nubia)
La Edad Oscura también sobrevino sobre Nubia, de la que se conoce poco y nada alrededor de los siglos X y IX a. C. Su expansión se atestigua hacia 780 a. C., apareciendo soberanos fuertes en la ciudad de Napata. Este nuevo reino de Kush (o Nubia) poseía marcada influencia egipcia, cimentada por siglos de dominación y colonización.
El primer rey de Kush con intereses imperialistas en Egipto fue Piye (o Pianjy) 747-716 a. C. En primer lugar instaló en Tebas a una princesa de su familia real como Divina Adoratriz de Amón, un alto cargo del templo. El título, anteriormente ostentado por princesas de la realeza libia, era hereditario por adopción, así que el cargo de Divina Adoratriz quedaba en la familia real kushita o, en todo caso, bajo su influencia. Entonces Piye siguió adelante, sometiendo uno a uno a todos los pequeños reyes egipcios, llegando hasta Menfis inclusive. 

## Reformas de la dinastía XXV (kushita)
El rey nubio Piye, que conquistó casi todo Egipto, murió hacia 716 a. C., y fue sucedido por su hermano Shabako. Este redujo el Bajo Egipto (uno de los últimos pequeños reyes en caer fue Bekenrenef de Sais) e instaló su capital en Menfis. La dinastía de Piye y Shabako gobernó a la vez Egipto y Kush o Nubia, por lo que se conoce a la dinastía como kusita o XXV egipcia. La soberanía nubia sobre Egipto se perduró por alrededor de un siglo. En la propaganda oficial, los faraones kushitas se presentaban como enviados del dios Amón para restablecer el estado egipcio; de hecho, Napata, la capital de Kush/Nubia, era sede de un antiguo templo –protegido por los faraones de las dinastías XVIII y XIX o Ramésida– del dios egipcio Amón. Los reyes kushitas se establecieron en Menfis, lo que significa por un lado el acercamiento a las tradiciones egipcias (Menfis era la "capital antigua" por excelencia), y por otro el progresivo traslado de los centros políticos hacia el delta.
La monarquía egipcio-kushita mostró progresivo interés –comercial, político y militar– por la región de Palestina y Siria, chocando con los intereses asirios.

## Invasión asiria de Egipto

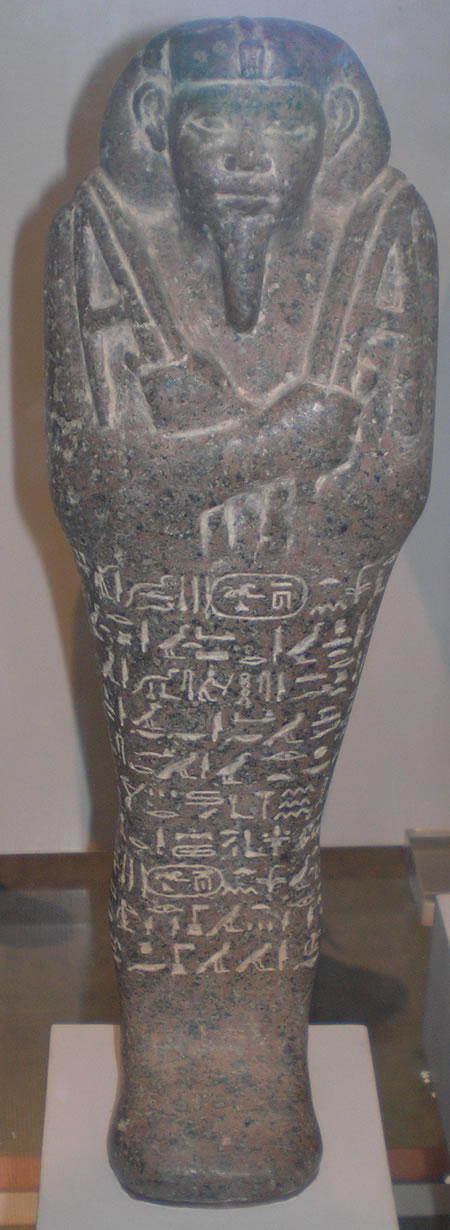
Ushebti de Taharqo. Museo Británico.

Una vez estabilizadas las conquistas asirias en los estados arameos de Siria, el imperio asirio pasaba a limitar directamente con el área de influencia egipcia, Palestina. En la década de 740-730 a. C. los reinos de Israel y Judá eran vasallos del asirio Tiglath-Pileser III. 
Salmanasar V (727-722 a. C.), el hijo de Tiglath-Pileser, anexionó el reino de Israel, saqueó su capital, Samaria, y deportó a su población. Sargón II (721-705 a. C.) anexionó Gaza (Filistea), en la misma frontera con Egipto, que se había rebelado con el apoyo de Piye (el primer faraón nubio). 
El hijo de Sargón, Senaquerib (704-681 a. C.), también realizó campañas en Filistea, que era el principal paso entre Egipto y el interior de Asia, donde entabló una batalla contra los egipcios y sus aliados locales. La batalla no fue decisiva pero mantuvo a los egipcios al margen. Senaquerib tomó Laquís, atacó el reino de Judá (que había roto los lazos de vasallaje con Asiria) y puso sitio a Jerusalén, pero tuvo que retirarse. Las campañas de Senaquerib en Palestina se datan en el año 701 a. C., cuando reinaba Shabitqo en Egipto; y en el bíblico libro de los Reyes se encuentran muchas referencias al apoyo egipcio de las rebeliones contra Asiria.
Las campañas de los soberanos asirios para extender y e impedir que se pierda su influencia en Palestina no eran, ni mucho menos, la única ocupación de los soberanos asirios en el plano militar. Paralelamente enfrentaban a coaliciones de los jefes caldeos de la región de Babilonia y el reino de Elam, que por el sur hacían peligrar la seguridad de la propia Asiria; y al norte al reino de Urartu (Armenia) y las invasiones de pueblos nómadas.
El sucesor de Senaquerib fue su hijo Esarhadon (680-669 a. C.), y este se concentró en la invasión de Egipto. Envió un ejército comandado por él mismo y tomó Menfis, la capital, luego de conquistar ciudades fronterizas y de ganar algunas batallas. El faraón Taharqo huyó a Tebas, abandonado a su familia y a la corte. El asirio logró el control del Bajo Egipto, impuso gobernadores locales y regresó a Asiria. Esarhadon murió cuando se dirigía a reprimir una rebelión apoyada por Taharqo, y Asurbanipal, el nuevo rey de Asiria, envió sus ejércitos a Egipto, reconquistando Menfis, y siguiendo curso hacia el sur, conquistando casi todo el país. Inmediatamente después, estallaron nuevas revoluciones, en este caso de una coalición de los gobernadores locales impuestos por los asirios en el Delta: la conspiración fue sofocada.
Tanutamani, el nuevo rey de Kush, reconquistó el Alto Egipto, se estableció en Tebas y atacó a los asirios de Menfis. Entonces el mismo Asurbanipal derrotó a Tenutamani y saqueó Tebas.

## Cronología del tercer periodo intermedio
Cronología estimada por los siguientes egiptólogos: 
- Primer faraón: Smendes I
  - 1085-1054 (Drioton)
  - 1081-1055 (Redford)
  - 1080-1069 (Norden)
  - 1070/69-1044/43 (von Beckerath)
  - 1069-1043 (Málek, Grimal, Arnold, Shaw)
  - 1064-1038 (Dodson)

- Último faraón: Tanutamani
  - 664-655/53 (von Beckerath)